# Підводний вулкан Рікорда
Підводний вулкан Рікорда — точніше, масив активних підводних вулканів, розташований в протоці Рікорда приблизно посередині між островами Кетой і Ушишир.
Масив Рікорда має каталожний номер 9-п4.6 згідно з «Каталогом активних вулканів світу», тобто належить до Курильської острівної дуги (цифра 9), є підводним (буква п), входить до групи Расшуа (цифра 4 — порядковий номер групи з півночі на південь) і в цій групі має порядковий номер 6 у субмеридіональному напрямку.
Він складається з декількох вулканічних конусів, витягнутих з півночі на південь і вінчається плоскою вершиною розміром приблизно 2,5 × 8 км на глибині до 140 м. Від о. Кетой масив Рікорда відділяється пониженням рельєфу до глибини понад 300 м, від о. Ушишир — понад 400 м. Останнє виверження було в 2000 році.
Магнітна аномалія вулканічного масиву Рікорда перевищує більш ніж утичі фоновий рівень інших вулканів групи Расшуа.
Відкритий експедицією Інституту океанології АН СРСР на науково-дослідному судні «Витязь» і названий на честь мореплавця адмірала Петра Івановича Рікорда.